# 2013-as Formula–1 monacói nagydíj
A monacói nagydíj volt a 2013-as Formula–1 világbajnokság hatodik futama, amelyet 2013. május 23. és május 26. között rendeztek meg a monacói városi pályán, Monte-Carlóban.

## Szabadedzések

### Első szabadedzés
A monacói nagydíj első szabadedzését május 23-án, csütörtökön délelőtt tartották.
| helyezés | versenyző           | csapat/motor         | elért idő | különbség | futott kör |
| -------- | ------------------- | -------------------- | --------- | --------- | ---------- |
| 1        | Nico Rosberg        | Mercedes             | 1:16,195  | -         | 31         |
| 2        | Fernando Alonso     | Ferrari              | 1:16,282  | +0,087    | 27         |
| 3        | Romain Grosjean     | Lotus-Renault        | 1:16,380  | +0,185    | 21         |
| 4        | Felipe Massa        | Ferrari              | 1:16,394  | +0,199    | 23         |
| 5        | Lewis Hamilton      | Mercedes             | 1:16,469  | +0,274    | 28         |
| 6        | Pastor Maldonado    | Williams-Renault     | 1:16,993  | +0,798    | 27         |
| 7        | Mark Webber         | Red Bull-Renault     | 1:17,020  | +0,825    | 27         |
| 8        | Jenson Button       | McLaren-Mercedes     | 1:17,129  | +0,934    | 29         |
| 9        | Sergio Pérez        | McLaren-Mercedes     | 1:17,378  | +1,183    | 25         |
| 10       | Sebastian Vettel    | Red Bull-Renault     | 1:17,380  | +1,185    | 23         |
| 11       | Kimi Räikkönen      | Lotus-Renault        | 1:17,509  | +1,314    | 26         |
| 12       | Paul di Resta       | Force India-Mercedes | 1:17,548  | +1,353    | 27         |
| 13       | Adrian Sutil        | Force India-Mercedes | 1:17,625  | +1,430    | 20         |
| 14       | Nico Hülkenberg     | Sauber-Ferrari       | 1:18,193  | +1,998    | 26         |
| 15       | Jean-Éric Vergne    | Toro Rosso-Ferrari   | 1:18,454  | +2,259    | 25         |
| 16       | Esteban Gutiérrez   | Sauber-Ferrari       | 1:18,754  | +2,559    | 28         |
| 17       | Valtteri Bottas     | Williams-Renault     | 1:18,830  | +2,635    | 28         |
| 18       | Daniel Ricciardo    | Toro Rosso-Ferrari   | 1:19,067  | +2,872    | 25         |
| 19       | Giedo van der Garde | Caterham-Renault     | 1:19,203  | +3,008    | 21         |
| 20       | Charles Pic         | Caterham-Renault     | 1:19,438  | +3,243    | 28         |
| 21       | Jules Bianchi       | Marussia-Cosworth    | 1:19,773  | +3,578    | 20         |
| 22       | Max Chilton         | Marussia-Cosworth    | 1:20,225  | +4,030    | 21         |

### Második szabadedzés
A monacói nagydíj második szabadedzését május 23-án, csütörtökön délután tartották.
| helyezés | versenyző           | csapat/motor         | elért idő | különbség | futott kör |
| -------- | ------------------- | -------------------- | --------- | --------- | ---------- |
| 1        | Nico Rosberg        | Mercedes             | 1:14,759  | -         | 46         |
| 2        | Lewis Hamilton      | Mercedes             | 1:15,077  | +0,318    | 51         |
| 3        | Fernando Alonso     | Ferrari              | 1:15,196  | +0,437    | 38         |
| 4        | Felipe Massa        | Ferrari              | 1:15,278  | +0,519    | 39         |
| 5        | Mark Webber         | Red Bull-Renault     | 1:15,404  | +0,645    | 42         |
| 6        | Kimi Räikkönen      | Lotus-Renault        | 1:15,511  | +0,752    | 39         |
| 7        | Romain Grosjean     | Lotus-Renault        | 1:15,718  | +0,959    | 10         |
| 8        | Jenson Button       | McLaren-Mercedes     | 1:15,959  | +1,200    | 40         |
| 9        | Sebastian Vettel    | Red Bull-Renault     | 1:16,014  | +1,255    | 33         |
| 10       | Paul di Resta       | Force India-Mercedes | 1:16,046  | +1,287    | 43         |
| 11       | Adrian Sutil        | Force India-Mercedes | 1:16,349  | +1,590    | 44         |
| 12       | Sergio Pérez        | McLaren-Mercedes     | 1:16,434  | +1,675    | 41         |
| 13       | Nico Hülkenberg     | Sauber-Ferrari       | 1:16,823  | +2,064    | 43         |
| 14       | Pastor Maldonado    | Williams-Renault     | 1:16,857  | +2,098    | 41         |
| 15       | Esteban Gutiérrez   | Sauber-Ferrari       | 1:16,935  | +2,176    | 45         |
| 16       | Daniel Ricciardo    | Toro Rosso-Ferrari   | 1:17,145  | +2,386    | 38         |
| 17       | Jean-Éric Vergne    | Toro Rosso-Ferrari   | 1:17,184  | +2,425    | 43         |
| 18       | Valtteri Bottas     | Williams-Renault     | 1:17,264  | +2,505    | 47         |
| 19       | Jules Bianchi       | Marussia-Cosworth    | 1:17,892  | +3,133    | 41         |
| 20       | Charles Pic         | Caterham-Renault     | 1:18,212  | +3,453    | 44         |
| 21       | Max Chilton         | Marussia-Cosworth    | 1:18,784  | +4,025    | 41         |
| 22       | Giedo van der Garde | Caterham-Renault     | 1:19,031  | +4,272    | 31         |

### Harmadik szabadedzés
A monacói nagydíj harmadik szabadedzését május 25-én, szombaton délelőtt tartották.
| helyezés | versenyző           | csapat/motor         | elért idő | különbség | futott kör |
| -------- | ------------------- | -------------------- | --------- | --------- | ---------- |
| 1        | Nico Rosberg        | Mercedes             | 1:14,378  | -         | 22         |
| 2        | Romain Grosjean     | Lotus-Renault        | 1:15,039  | +0,661    | 13         |
| 3        | Sebastian Vettel    | Red Bull-Renault     | 1:15,261  | +0,883    | 17         |
| 4        | Fernando Alonso     | Ferrari              | 1:15,286  | +0,908    | 17         |
| 5        | Lewis Hamilton      | Mercedes             | 1:15,311  | +0,933    | 20         |
| 6        | Kimi Räikkönen      | Lotus-Renault        | 1:15,380  | +1,002    | 19         |
| 7        | Mark Webber         | Red Bull-Renault     | 1:15,550  | +1,172    | 20         |
| 8        | Paul di Resta       | Force India-Mercedes | 1:15,594  | +1,216    | 17         |
| 9        | Pastor Maldonado    | Williams-Renault     | 1:15,861  | +1,483    | 15         |
| 10       | Nico Hülkenberg     | Sauber-Ferrari       | 1:15,926  | +1,548    | 25         |
| 11       | Sergio Pérez        | McLaren-Mercedes     | 1:15,958  | +1,580    | 23         |
| 12       | Jenson Button       | McLaren-Mercedes     | 1:15,976  | +1,598    | 19         |
| 13       | Jean-Éric Vergne    | Toro Rosso-Ferrari   | 1:15,976  | +1,958    | 21         |
| 14       | Daniel Ricciardo    | Toro Rosso-Ferrari   | 1:16,060  | +1,682    | 16         |
| 15       | Adrian Sutil        | Force India-Mercedes | 1:16,068  | +1,690    | 12         |
| 16       | Felipe Massa        | Ferrari              | 1:16,105  | +1,727    | 8          |
| 17       | Esteban Gutiérrez   | Sauber-Ferrari       | 1:16,427  | +2,049    | 26         |
| 18       | Valtteri Bottas     | Williams-Renault     | 1:16,933  | +2,555    | 17         |
| 19       | Charles Pic         | Caterham-Renault     | 1:17,902  | +3,524    | 20         |
| 20       | Giedo van der Garde | Caterham-Renault     | 1:18,102  | +3,724    | 20         |
| 21       | Jules Bianchi       | Marussia-Cosworth    | 1:18,706  | +4,328    | 22         |
| 22       | Max Chilton         | Marussia-Cosworth    | 1:19,228  | +4,850    | 22         |

## Időmérő edzés
A monacói nagydíj időmérő edzését május 25-én, szombaton tartották.
| helyezés                                     | rajtszám | versenyző           | csapat/motor         | 1. rész    | 2. rész  | 3. rész  | rajthely |
| -------------------------------------------- | -------- | ------------------- | -------------------- | ---------- | -------- | -------- | -------- |
| 1                                            | 9        | Nico Rosberg        | Mercedes             | 1:24,620   | 1:16,135 | 1:13,876 | 1        |
| 2                                            | 10       | Lewis Hamilton      | Mercedes             | 1:23,779   | 1:16,265 | 1:13,967 | 2        |
| 3                                            | 1        | Sebastian Vettel    | Red Bull-Renault     | 1:24,243   | 1:15,988 | 1:13,980 | 3        |
| 4                                            | 2        | Mark Webber         | Red Bull-Renault     | 1:25,352   | 1:17,322 | 1:14,181 | 4        |
| 5                                            | 7        | Kimi Räikkönen      | Lotus-Renault        | 1:25,835   | 1:16,040 | 1:14,822 | 5        |
| 6                                            | 3        | Fernando Alonso     | Ferrari              | 1:23,712   | 1:16,510 | 1:14,824 | 6        |
| 7                                            | 6        | Sergio Pérez        | McLaren-Mercedes     | 1:24,682   | 1:17,748 | 1:15,138 | 7        |
| 8                                            | 15       | Adrian Sutil        | Force India-Mercedes | 1:25,108   | 1:17,261 | 1:15,383 | 8        |
| 9                                            | 5        | Jenson Button       | McLaren-Mercedes     | 1:23,744   | 1:17,420 | 1:15,647 | 9        |
| 10                                           | 18       | Jean-Éric Vergne    | Toro Rosso-Ferrari   | 1:23,699   | 1:17,623 | 1:15,703 | 10       |
| 11                                           | 11       | Nico Hülkenberg     | Sauber-Ferrari       | 1:25,547   | 1:18,331 |          | 11       |
| 12                                           | 19       | Daniel Ricciardo    | Toro Rosso-Ferrari   | 1:24,852   | 1:18,344 |          | 12       |
| 13                                           | 8        | Romain Grosjean     | Lotus-Renault        | 1:23,738   | 1:18,603 |          | 13       |
| 14                                           | 17       | Valtteri Bottas     | Williams-Renault     | 1:24,681   | 1:19,077 |          | 14       |
| 15                                           | 21       | Giedo van der Garde | Caterham-Renault     | 1:26,095   | 1:19,408 |          | 15       |
| 16                                           | 16       | Pastor Maldonado    | Williams-Renault     | 1:23,452   | 1:21,688 |          | 16       |
| 17                                           | 15       | Paul di Resta       | Force India-Mercedes | 1:26,322   |          |          | 17       |
| 18                                           | 20       | Charles Pic         | Caterham-Renault     | 1:26,633   |          |          | 18       |
| 19                                           | 12       | Esteban Gutiérrez   | Sauber-Ferrari       | 1:26,917   |          |          | 19       |
| 20                                           | 23       | Max Chilton         | Marussia-Cosworth    | 1:27,303   |          |          | 22[1]    |
| Nem érték el a 107%-os időlimitet (1:29,293) |          |                     |                      |            |          |          |          |
| 21                                           | 22       | Jules Bianchi       | Marussia-Cosworth    | idő nélkül |          |          | 20[2]    |
| 22                                           | 4        | Felipe Massa        | Ferrari              | idő nélkül |          |          | 21[3]    |

Megjegyzés
- ↑ 1:  Max Chilton 5 helyes rajtbüntetést kapott váltócsere miatt.
- ↑ 2:  Jules Bianchi műszaki hiba miatt nem tudott mért kört teljesíteni, de magkapta a rajtengedélyt a futamra.
- ↑ 3:  Felipe Massa nem tudott mért kört teljesíteni, miután a délelőtti szabadedzésen megsérült autóját nem tudták megjavítani, de magkapta a rajtengedélyt a futamra.

## Futam
A monacói nagydíj futama május 26-án, vasárnap rajtolt.
| helyezés | rajtszám | versenyző           | csapat/motor         | futott kör | idő/kiesés oka   | rajthely | pont |
| -------- | -------- | ------------------- | -------------------- | ---------- | ---------------- | -------- | ---- |
| 1        | 9        | Nico Rosberg        | Mercedes             | 78         | 2:17:52,506      | 1        | 25   |
| 2        | 1        | Sebastian Vettel    | Red Bull-Renault     | 78         | +3,889           | 3        | 18   |
| 3        | 2        | Mark Webber         | Red Bull-Renault     | 78         | +6,314           | 4        | 15   |
| 4        | 10       | Lewis Hamilton      | Mercedes             | 78         | +13,895          | 2        | 12   |
| 5        | 15       | Adrian Sutil        | Force India-Mercedes | 78         | +21,478          | 8        | 10   |
| 6        | 5        | Jenson Button       | McLaren-Mercedes     | 78         | +23,104          | 9        | 8    |
| 7        | 3        | Fernando Alonso     | Ferrari              | 78         | +26,734          | 6        | 6    |
| 8        | 18       | Jean-Éric Vergne    | Toro Rosso-Ferrari   | 78         | +27,224          | 10       | 4    |
| 9        | 14       | Paul di Resta       | Force India-Mercedes | 78         | +27,608          | 17       | 2    |
| 10       | 7        | Kimi Räikkönen      | Lotus-Renault        | 78         | +36,582          | 5        | 1    |
| 11       | 11       | Nico Hülkenberg     | Sauber-Ferrari       | 78         | +42,572          | 11       |      |
| 12       | 17       | Valtteri Bottas     | Williams-Renault     | 78         | +42,691          | 14       |      |
| 13       | 12       | Esteban Gutiérrez   | Sauber-Ferrari       | 78         | +43,212          | 19       |      |
| 14       | 23       | Max Chilton         | Marussia-Cosworth    | 78         | +49,886          | 22       |      |
| 15       | 21       | Giedo van der Garde | Caterham-Renault     | 78         | +1:02,591        | 15       |      |
| 16[1]    | 6        | Sergio Pérez        | McLaren-Mercedes     | 72         | fékek            | 7        |      |
| ki       | 8        | Romain Grosjean     | Lotus-Renault        | 63         | baleseti sérülés | 13       |      |
| ki       | 19       | Daniel Ricciardo    | Toro Rosso-Ferrari   | 61         | baleset          | 12       |      |
| ki       | 22       | Jules Bianchi       | Marussia-Cosworth    | 58         | baleset          | 20       |      |
| ki       | 16       | Pastor Maldonado    | Williams-Renault     | 44         | baleset          | 16       |      |
| ki       | 4        | Felipe Massa        | Ferrari              | 28         | baleset          | 21       |      |
| ki       | 20       | Charles Pic         | Caterham-Renault     | 7          | sebességváltó    | 18       |      |

Megjegyzés:
- ↑ 1:  — Sergio Pérez nem fejezte be a futamot, de helyezését értékelték, mert teljesítte a versenytáv több, mint 90%-át.

## A világbajnokság állása a verseny után
| H   | Versenyzők       | Pont | H   | Konstruktőrök        | Pont |
| --- | ---------------- | ---- | --- | -------------------- | ---- |
| 1.  | Sebastian Vettel | 107  | 1.  | Red Bull-Renault     | 164  |
| 2.  | Kimi Räikkönen   | 86   | 2.  | Ferrari              | 123  |
| 3.  | Fernando Alonso  | 78   | 3.  | Lotus-Renault        | 112  |
| 4.  | Lewis Hamilton   | 62   | 4.  | Mercedes             | 109  |
| 5.  | Mark Webber      | 57   | 5.  | Force India-Mercedes | 44   |
| 6.  | Nico Rosberg     | 47   | 6.  | McLaren-Mercedes     | 37   |
| 7.  | Felipe Massa     | 45   | 7.  | Toro Rosso-Ferrari   | 12   |
| 8.  | Paul di Resta    | 28   | 8.  | Sauber-Ferrari       | 5    |
| 9.  | Romain Grosjean  | 26   | 9.  | Williams-Renault     | 0    |
| 10. | Jenson Button    | 25   | 10. | Marussia-Cosworth    | 0    |

(A teljes táblázat)

## Statisztikák
- Vezető helyen:
  - Nico Rosberg : 78 kör (1-78)
- Nico Rosberg 4. pole-pozíciója és 2. győzelme.
- A Mercedes 11. győzelme.
- Sebastian Vettel 18. leggyorsabb köre.
- Nico Rosberg 8., Sebastian Vettel 50., Mark Webber 36. dobogós helyezése.